# マリーリア
マリリア (Marília [maˈɾiʎɐ]) は、ブラジルのサンパウロ州にある基礎自治体。

## 歴史
1923年からこの地域の開発が始まった。当初はコーヒーのプランテーションが広がっていた。
1926年にサンパウロから鉄道が引かれた際、駅名をアルファベット順にふっており、この町の駅は「M」で始まる名前にする必要があった。様々な案が出た後、トーマス・アントニオ・ゴンサガの詩集Marília de Dirceuからマリーリアと名付けられた。そして駅名がそのまま町の名前となった。
1928年、マリーリアは12月24日の州法第2320号によって地方自治体の地位に上げられた。
最初は、マリーリアの経済はコーヒーのプランテーション栽培に依拠していたが、1930年代半ばに綿花も導入された。サンパウロ州の工業化の拡大に伴い、鉄道と高速道路も建設され、マリーリアとサンパウロ州、およびパラナ州のさまざまな地域とが結ばれた。
1970年代には、食品加工業など新しい企業の進出や大学の設置などにより地域に多くの人々を引き寄せ、商業・産業の拠点として大きく発展した。
マリーリアは今日、この地域に約50の食品関連の企業を持ち、「食品加工の国家資本」として知られている。

## スポーツ
サッカークラブのマリーリアACが本拠地を置いている。
マリリア日系文化体育協会が行う野球・ソフトボール事業が盛んであり、国内大会では毎年各年代カテゴリー大会で優勝等の実績を残し、代表チームへの選手・コーチ等の輩出実績も多い。また、近年ではマリリア市役所とのソーシャルプロジェクト事業として、青少年活動に関する期待も大きい。

## 出身者
- オズマール・アパレシード・デ・アゼベード - サッカー選手
- ヴァルデイル・ヴィエイラ - サッカー選手、サッカー指導者
- テツオ・オカモト - 競泳選手
- 奥田ペドロ - 野球選手
- ロニエリ・ゴメス・ドス・サントス - サッカー選手
- チアゴ・ブラス・ダ・シルバ - 陸上競技選手
- ウェリントン・ダ・シルバ・デ・ソウザ - サッカー選手

## 姉妹都市
- アメリカ合衆国 バッファロー (ニューヨーク州)
- 日本 大阪府 泉佐野市
- 日本 広島県 東広島市